# Ernst Klee
Ernst Klee   (Frankfurt del Main, 15 de març de 1942 - Frankfurt del Main, 18 de maig de 2013) va ser un teòleg, historiador, periodista, escriptor i director de film alemany.
Al costat dels seus reportatges i llibres sobre grups al marge de la societat (estrangers, persones sense llar, discapacitats…) va ser molt conegut per les seves recerques fins al moll de l'os de crims medicals (Aktion T4, eliminació de vida no mereixedora de vida, experiments amb humans…) durant la dictatura nacionalsocialista del 1933 al 1945. Va interessar-se particularment a la persecució penal tova o inexistent després de la guerra i la carrera acadèmica o professional dels perpetradors a l'Alemanya democràtica, les activitats dels quals els anys 1933-1945 solen posar-se entre parèntesis a les biografies i lèxics oficials. Totes les seves recerques van conduir a la publicació el 2003 del Lèxic de les persones del Tercer Reich: qui era què abans i després del 1945 que repren les biografies concises de quasi 4.300 nazis prominents. Aquest llibre va esdevenir una obra de referència clàssica per a tothom que vol conèixer la història del nazisme abans i després de la Segona Guerra Mundial.
Amb la seva obra va contribuir considerablement a desemmascarar perpetradors que van reeixir a amagar, després de la capitulació incondicional d'Alemanya el 1945, la seva contribució al règim mortífer darrere una façana burgesa de científics respectuosos. Com cap altre, va rehabilitar i sortir de l'anonimat víctimes i desvelar crims i criminals oblidats.

## Unes obres destacades

### Llibres
No s'ha trobat cap llibre seu traduït en català. Una bibliografia quasi completa de les seves obres i de les obres segundàries es troba al catàleg de la Biblioteca Nacional d'Alemanya: «Ernst Klee».
- "Euthanasie" im NS-Staat: die "Vernichtung lebensunwerten Lebens" (1985) (Eutanàsia a l'estat nazi: la destrucció de vida no mereixedora de vida)
- Die SA Jesu Christi: die Kirchen im Banne Hitlers (1989) (Les SA del Jesucrist: les esglésies fascinades per Adolf Hitler)
- Auschwitz, die NS-Medizin und ihre Opfer. (2001) (Auschwitz, la medicina nacionalsocialista i les seves víctimes)
- Deutsche Medizin im Dritten Reich. Karrieren vor und nach 1945 (2001) (Medicina al tercer Reich: carreres abans i després del 1945)
- Das Personenlexikon zum Dritten Reich: Wer war was vor und nach 1945 (2003) (Lèxic de les persones del Tercer Reich: qui era què abans i després del 1945)

### Pel·lícules
- Die Hölle von Ückermünde. Psychiatrie im Osten (1993) (L'infern d'Ückermunde, psiquiatria a l'Alemanya de l'est)
- Ärzte ohne Gewissen. Menschenversuche im Dritten Reich. (1996) (Metges sense consciència: experiments humans al tercer Reich)